# Raichu
Raichu (ライチュウ Raichū) là một loài Pokémon trong loạt Pokémon của Nintendo và Game Freak. Raichu là cấp tiến hoá của Pikachu, linh vật của seri. Ban đầu nó được hình thành bởi nhóm phát triển nhân vật của Game Freak và được hoàn thành bởi Ken Sugimori. Tên của nó bắt nguồn từ chữ tiếng Nhật "rai," sấm, và chū, là từ tượng thanh tiếng kêu của loài chuột. Raichu tiến hoá từ Pikachu, sau khi nhận "Lôi Thạch" (Thunder Stone), một vật phẩm giúp các pokémon hệ điện tiến hoá.
Được biết đến như là một Pokémon chuột điện, Raichu có khả năng tích đến 100,000 volt điện năng trong cơ thể. Raichu lần đầu tiên xuất hiện trong phiên bản Pokémon Red and Blue, Raichu sau đó cũng xuất hiện trong các phần tiếp theo. Chúng cũng xuất hiện trong các hàng hoá, anime, phụ bản chuyển thể. Trong anime, Raichu được sử dụng bởi Lt. Surge, Gym Leader của thành phố Vermilion.